# ماريو بيتس
ماريو بيتس (بالإنجليزية: Mario Bates)‏ هو لاعب كرة قدم أمريكية أمريكي، ولد في 16 يناير 1973 في فيكتوريا في الولايات المتحدة.

## وصلات خارجية
- ماريو بيتس على موقع مرجع كرة القدم المحترفة.كوم (الإنجليزية)